# Caduciella mariei
Caduciella mariei är en bladmossart som beskrevs av Johannes Enroth 1991. Caduciella mariei ingår i släktet Caduciella och familjen Leptodontaceae. Inga underarter finns listade i Catalogue of Life.